# Club Atlético Aguada
O Club Atlético Aguada é um clube poliesportivo uruguaio, sediado no bairro de La Aguada, em Montevidéu. Foi fundado em 28 de fevereiro de 1922 por meio de um movimento de crianças, adolescentes e jovens. É considerado um dos principais clubes de basquetebol do país, esporte pelo qual obteve 11 títulos nacionais.

## Títulos

### Basquetebol
| Nacionais          | Nacionais | Nacionais                                 | Nacionais |
| Competição         | Títulos   | Temporadas                                |           |
| ------------------ | --------- | ----------------------------------------- | --------- |
| Liga Uruguaia      | 4         | 2012-13, 2018-19 2019-20 e 2023-24        |           |
| Campeonato Federal | 7         | 1940, 1941, 1942, 1943, 1948, 1974 e 1976 |           |

### Voleibol
| Nacionais          | Nacionais | Nacionais                                                   | Nacionais |
| Competição         | Títulos   | Temporadas                                                  |           |
| ------------------ | --------- | ----------------------------------------------------------- | --------- |
| Campeonato Federal | 10        | 1930, 1931, 1932, 1933, 1934, 1935, 1936, 1937, 1938 e 1939 |           |